# Evelyn dos Santos
Evelyn dos Santos (ur. 11 kwietnia 1985) – brazylijska lekkoatletka, sprinterka. 
Zawodniczka jest multimedalistką mistrzostw Ameryki Południowej juniorów i juniorów młodszych oraz mistrzostw panamerykańskich juniorów. W 2008 reprezentowała Brazylię na igrzyskach olimpijskich w Pekinie, docierając do ćwierćfinału biegu na 200 metrów. Zdobyła złoty (sztafeta 4 × 100 metrów) i srebrny (bieg na 200 metrów) medal podczas igrzysk Luzofonii, organizowanych w lipcu 2009 roku w Lizbonie. W 2012 zdobyła dwa złota i srebro na mistrzostwach ibero-amerykańskich w Barquisimeto. W tym samym roku ponownie wystąpiła na igrzyskach olimpijskich – dotarła do półfinału biegu na 200 metrów, a w sztafecie 4 × 100 m, wraz z koleżankami z reprezentacji, zajęła 7. miejsce. W biegu eliminacyjnym Brazylijki osiągnęły rezultat 42,55 – jest to rekord Ameryki Południowej. Dwukrotna złota medalistka mistrzostw Ameryki Południowej (2013). Medalistka mistrzostw kraju.

## Osiągnięcia
| Rok  | Impreza                                            | Miejsce             | Konkurencja             | Lokata      | Wynik   |
| ---- | -------------------------------------------------- | ------------------- | ----------------------- | ----------- | ------- |
| 2001 | Mistrzostwa Ameryki Południowej juniorów           | Santa Fe            | bieg na 100 metrów      | 3. miejsce  | 12,04   |
| 2001 | Mistrzostwa Ameryki Południowej juniorów           | Santa Fe            | sztafeta 4 × 100 metrów | 1. miejsce  | 45,09   |
| 2001 | Mistrzostwa panamerykańskie juniorów               | Santa Fe            | bieg na 100 metrów      | 3. miejsce  | 11,94   |
| 2001 | Mistrzostwa panamerykańskie juniorów               | Santa Fe            | sztafeta 4 × 100 metrów | 1. miejsce  | 45,36   |
| 2001 | Mistrzostwa panamerykańskie juniorów               | Santa Fe            | sztafeta 4 × 400 metrów | 1. miejsce  | 3:45,84 |
| 2002 | Mistrzostwa Ameryki Południowej juniorów           | Belém               | bieg na 100 metrów      | 3. miejsce  | 11,90   |
| 2002 | Mistrzostwa Ameryki Południowej juniorów           | Belém               | bieg na 200 metrów      | 3. miejsce  | 24,23   |
| 2002 | Mistrzostwa Ameryki Południowej juniorów           | Belém               | sztafeta 4 × 100 metrów | 1. miejsce  | 45,30   |
| 2002 | Mistrzostwa Ameryki Południowej juniorów młodszych | Asunción            | bieg na 100 metrów      | 1. miejsce  | 12,19   |
| 2002 | Mistrzostwa Ameryki Południowej juniorów młodszych | Asunción            | bieg na 200 metrów      | 1. miejsce  | 24,18w  |
| 2003 | Mistrzostwa Ameryki Południowej juniorów           | Guayaquil           | bieg na 100 metrów      | 1. miejsce  | 11,66   |
| 2003 | Mistrzostwa Ameryki Południowej juniorów           | Guayaquil           | bieg na 200 metrów      | 2. miejsce  | 24,01   |
| 2003 | Mistrzostwa Ameryki Południowej juniorów           | Guayaquil           | sztafeta 4 × 100 metrów | 3. miejsce  | 46,92   |
| 2008 | Igrzyska olimpijskie                               | Pekin               | bieg na 200 metrów      | ćwierćfinał | 23,35   |
| 2009 | Igrzyska Luzofonii                                 | Lizbona             | bieg na 200 metrów      | 2. miejsce  | 23,79   |
| 2009 | Igrzyska Luzofonii                                 | Lizbona             | sztafeta 4 × 100 metrów | 1. miejsce  | 44,08   |
| 2012 | Mistrzostwa ibero-amerykańskie                     | Barquisimeto        | bieg na 100 metrów      | 2. miejsce  | 11,44   |
| 2012 | Mistrzostwa ibero-amerykańskie                     | Barquisimeto        | bieg na 200 metrów      | 1. miejsce  | 22,99   |
| 2012 | Mistrzostwa ibero-amerykańskie                     | Barquisimeto        | sztafeta 4 × 100 metrów | 1. miejsce  | 43,90   |
| 2012 | Igrzyska olimpijskie                               | Londyn              | bieg na 200 metrów      | półfinał    | 22,82   |
| 2012 | Igrzyska olimpijskie                               | Londyn              | sztafeta 4 × 100 metrów | 7. miejsce  | 42,91   |
| 2013 | Mistrzostwa Ameryki Południowej                    | Cartagena de Indias | sztafeta 4 × 100 metrów | 1. miejsce  | 43,37   |
| 2013 | Mistrzostwa Ameryki Południowej                    | Cartagena de Indias | sztafeta 4 × 400 metrów | 1. miejsce  | 3:35,37 |

## Rekordy życiowe
- Bieg na 100 metrów – 11,36 (Rio de Janeiro, 2012) / 11,33w (Coral Gables, 2014)
- Bieg na 200 metrów – 22,82 (Londyn, 2012)